# Stephan Burger
Stephan Burger (ur. 29 kwietnia 1962 we Fryburgu Bryzgowijskim) – niemiecki biskup rzymskokatolicki, arcybiskup metropolita Fryburga od 2014.

## Życiorys
Święcenia kapłańskie otrzymał 20 maja 1990 i został inkardynowany do archidiecezji fryburskiej. Przez kilka lat pracował jako duszpasterz parafialny. Po studiach licencjackich w Münsterze rozpoczął pracę we fryburskim sądzie biskupim, pełniąc funkcję promotora sprawiedliwości, a następnie wikariusza sądowego.
30 maja 2014 papież Franciszek mianował go arcybiskupem metropolitą Fryburga. Sakry udzielił mu 29 czerwca 2014 jego poprzednik - emerytowany metropolita fryburski - arcybiskup Robert Zollitsch.